# Skåpmadonna
Skåpmadonna eller skrinmadonna är ett altarskåp utformat som en madonnabild. Det kan öppnas (dess mantel viks ut) och bildar då en traditionell triptyk med en mittdel (corpus) och två flyglar.
Två exemplar av skåpmadonnor finns i Sverige: en i Misterhults kyrka och en i Övertorneå kyrka.